# Loukov (Zlín)
Loukov é uma comuna checa localizada na região de Zlín, distrito de Kroměříž.